# Дар, Мухаммад Исхак
Мухаммад Исхак Дар (англ. Mohammad Ishaq Dar; род. 13 мая 1950, Лахор) — пакистанский государственный деятель, действующий министр иностранных дел страны. Является дипломированным бухгалтером и финансово-маркетинговым экономическим экспертом. Ранее он занимал должность министра коммерции Пакистана, трижды возглавлял министерство финансов страны, а также был в качестве лидера оппозиции в Сенате Пакистана.

## Политическая карьера
В мае 1998 года Исхак Дар сыграл одну из центральный ролей в заключении договора с МВФ по погашению задолженностей и урегулированию экономического кризиса в стране, вызванного санкциями мирового сообщества по отношению к Пакистану после ядерных испытаний. Дар больше 20 лет проработал в правительстве Пакистана, в настоящее время проходит его пятый срок в качестве члена парламента. Он дважды избирался членом Национальной ассамблеи (1993-96 и 1997-99). В 2013 году после назначения Наваза Шарифа премьер-министром страны от Пакистанской мусульманской лиги (Н) (ПМЛ-Н), Исхак Дар вновь стал министром финансов, его срок полномочий истек в марте 2018 года.